# Tillac
Tillac is een gemeente in het Franse departement Gers (regio Occitanie) en telt 295 inwoners (1999). De plaats maakt deel uit van het arrondissement Mirande.

## Geografie
De oppervlakte van Tillac bedraagt 12,6 km², de bevolkingsdichtheid is 23,4 inwoners per km².

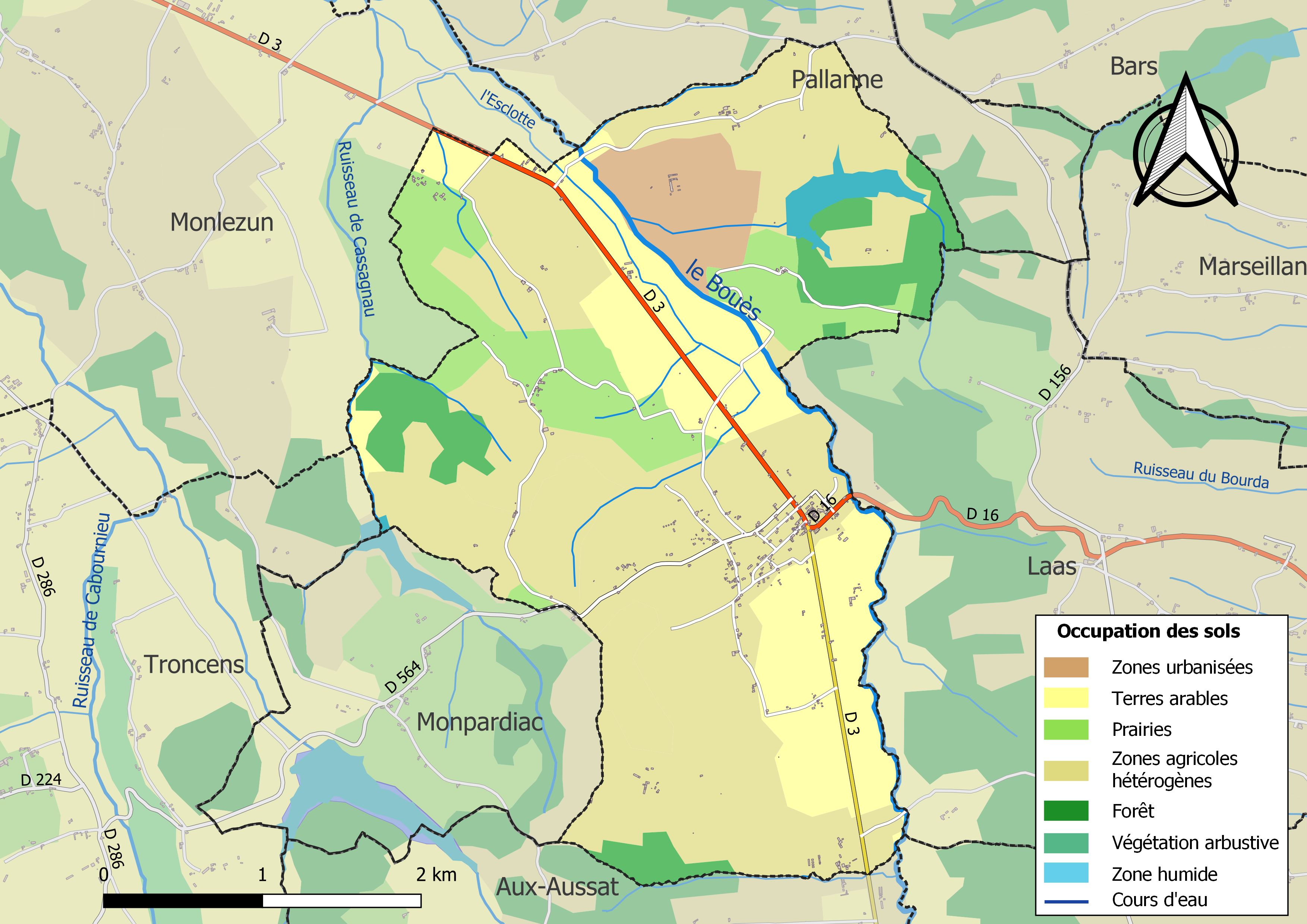
Kaart van de gemeente met belangrijkste infrastructuur, bodemgebruik en omliggende gemeenten

## Demografie
Onderstaande figuur toont het verloop van het inwonertal (bron: INSEE-tellingen).